# Annapurna
L'Annapurna (AFI: /annaˈpurna/; nome femminile; in hindi Annapūrṇa) è un massiccio montuoso himalayano situato in Nepal centrale, comprendente l'Annapurna I, la cima più alta che raggiunge gli 8.091 m s.l.m., il decimo monte più alto della Terra, e altre cime comprese all'interno del cosiddetto Santuario dell'Annapurna, noto anche per il famoso percorso escursionistico dell'Annapurna Circuit.
Il massiccio deriva il proprio nome da quello della divinità indù Annapurna, che significa "colei che dà cibo e nutrimento", a causa dei fiumi che da esso originano e irrigano le pianure circostanti durante l'intero corso dell'anno.

## Descrizione

### Conformazione
Il massiccio dell'Annapurna comprende 6 cime principali:
- Annapurna I (8.091 m);
- Annapurna II (7.937 m);
- Annapurna III (7.555 m);
- Annapurna IV (7.525 m);
- Gangapurna (7.455 m);
- Annapurna Sud (7.219 m).

## Galleria d'immagini

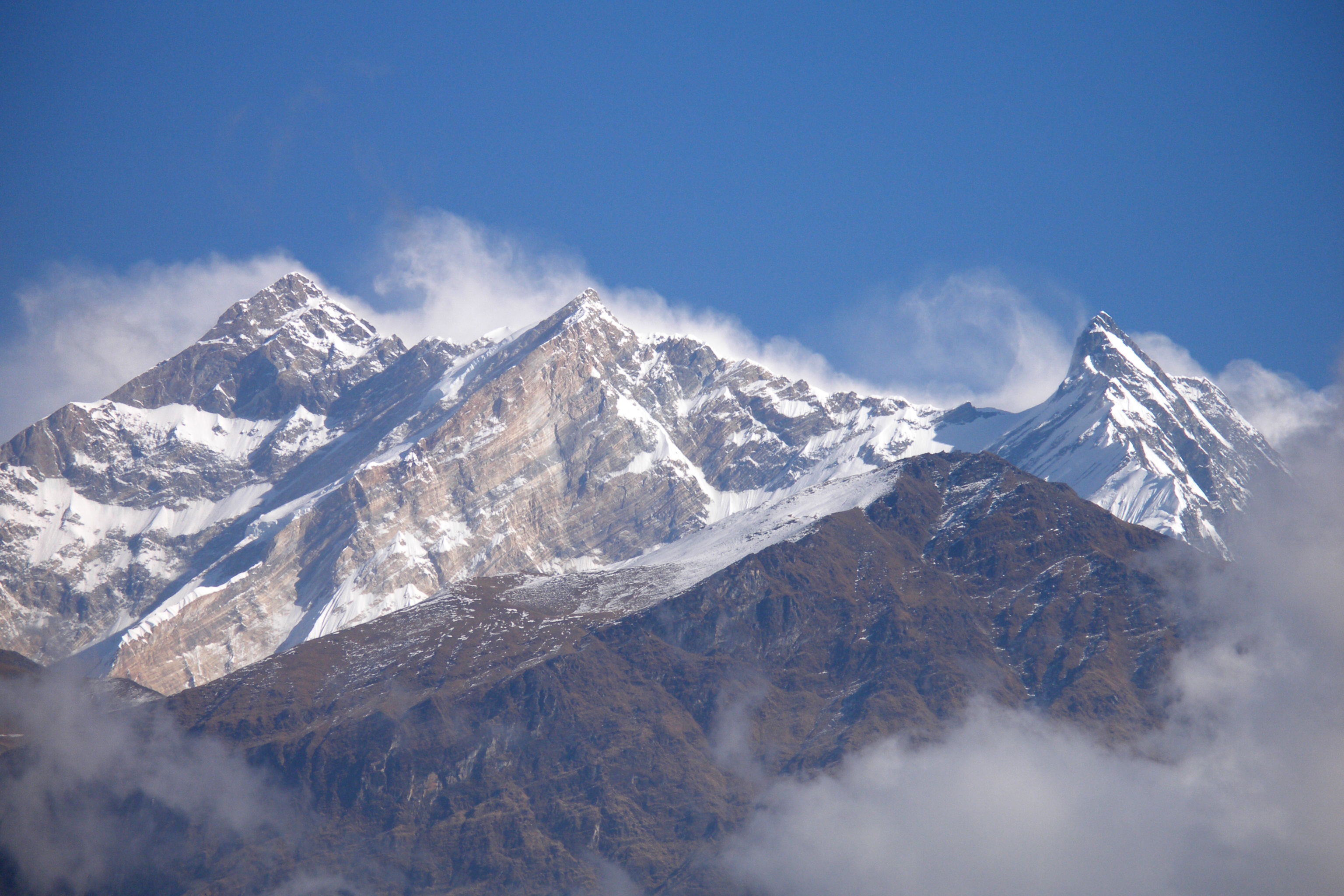
Da sinistra: la parete nord-ovest dell'Annapurna I, la spalla ovest e il Bharha Chuli (7.647 m)
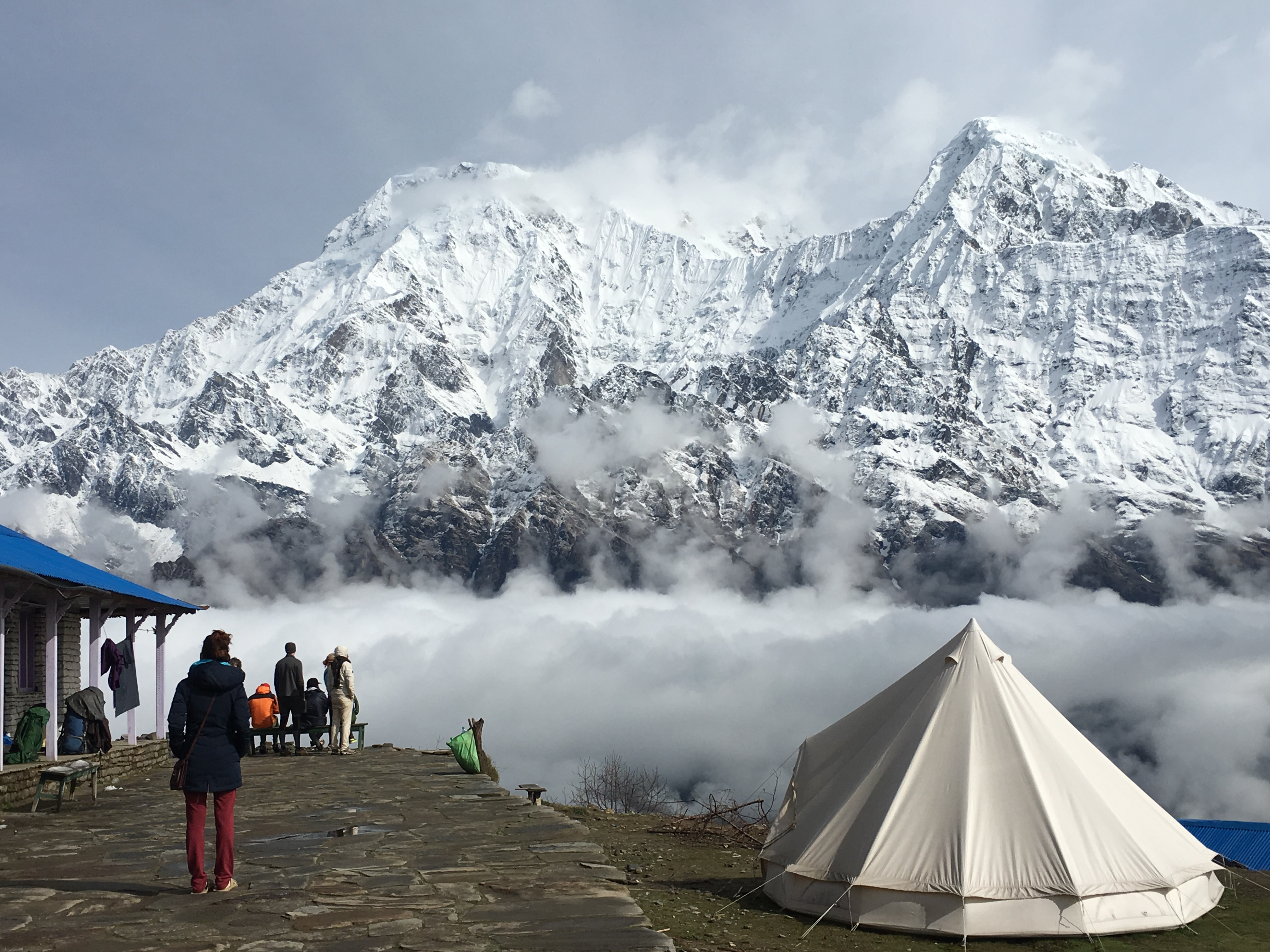
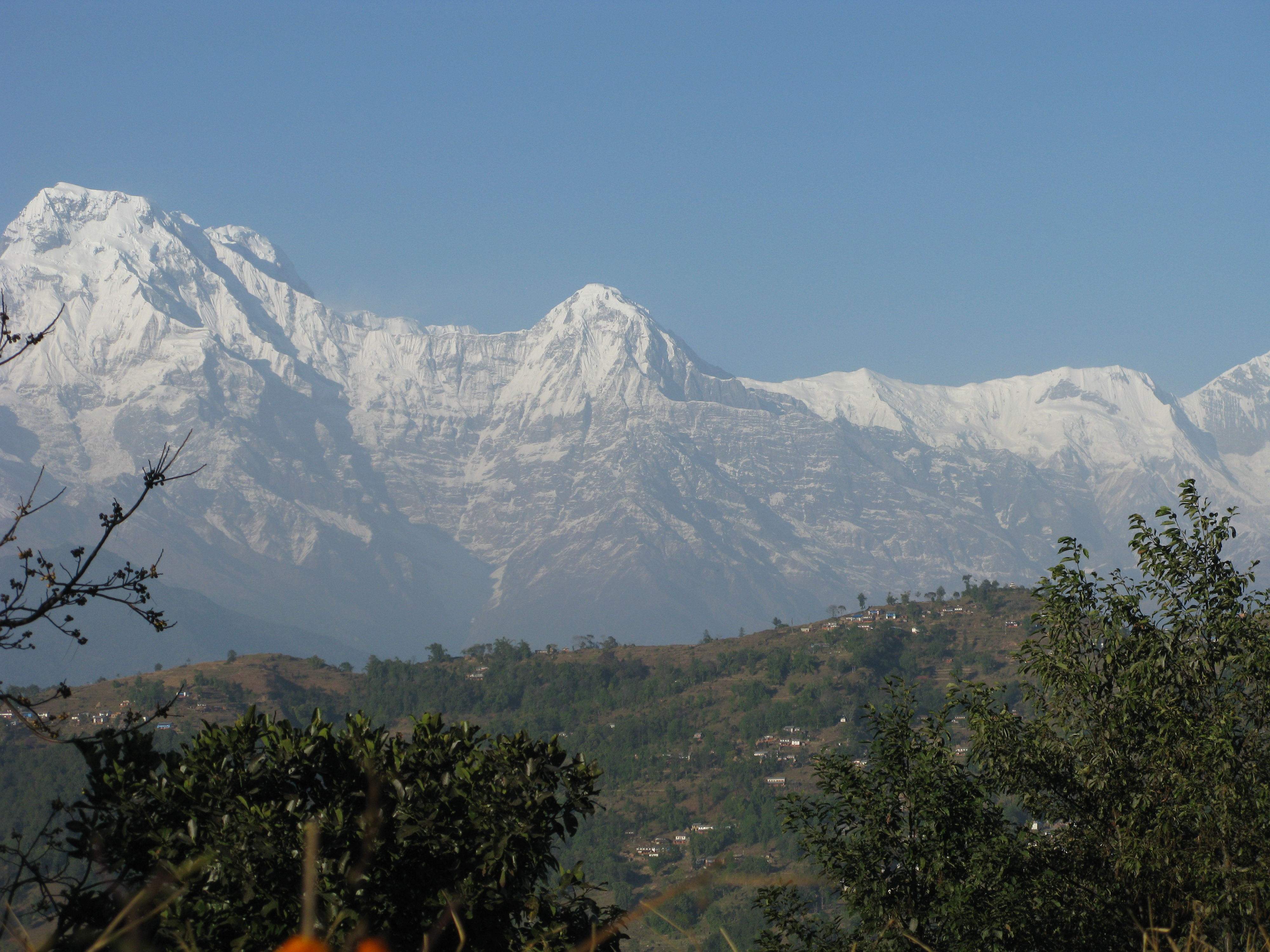
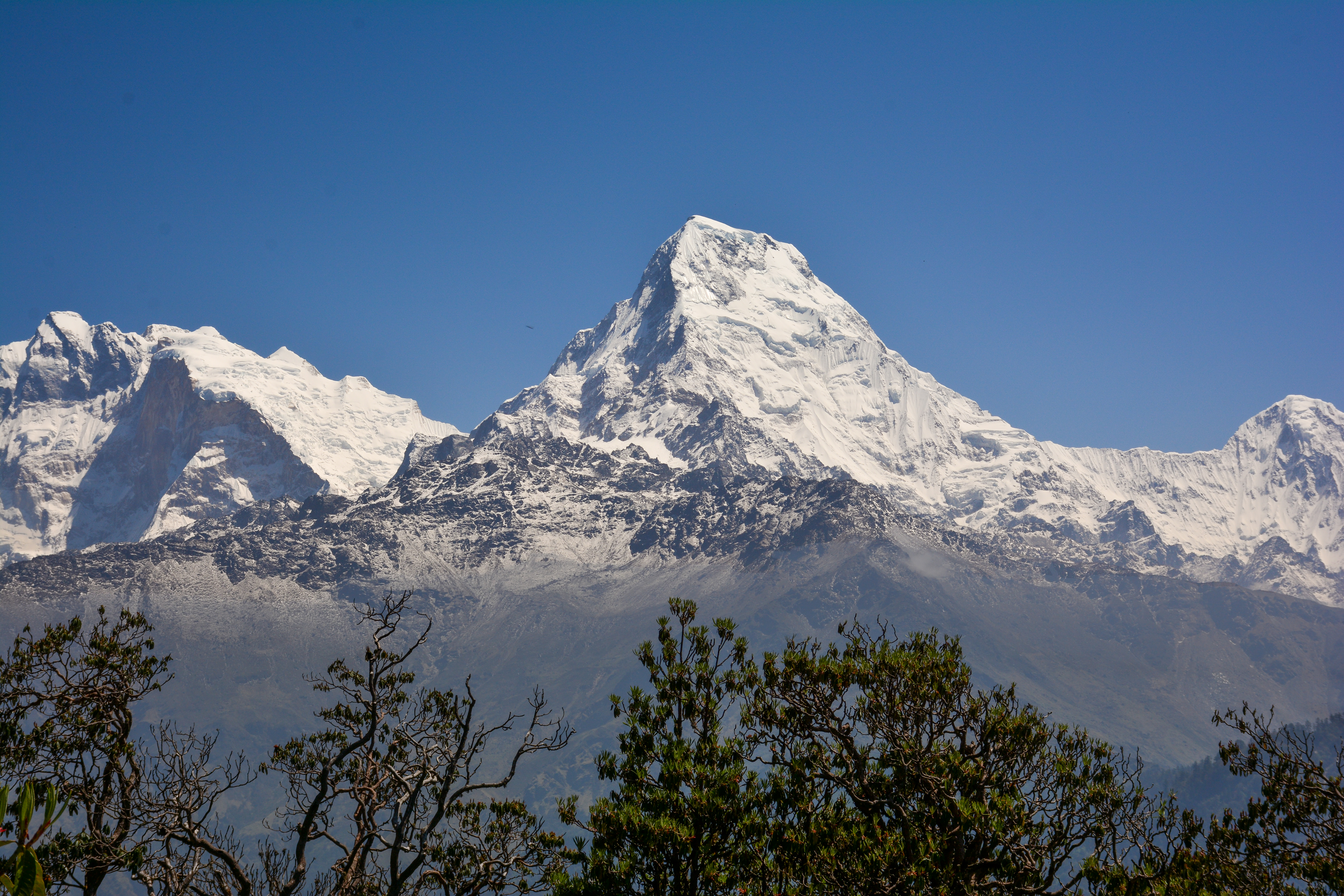
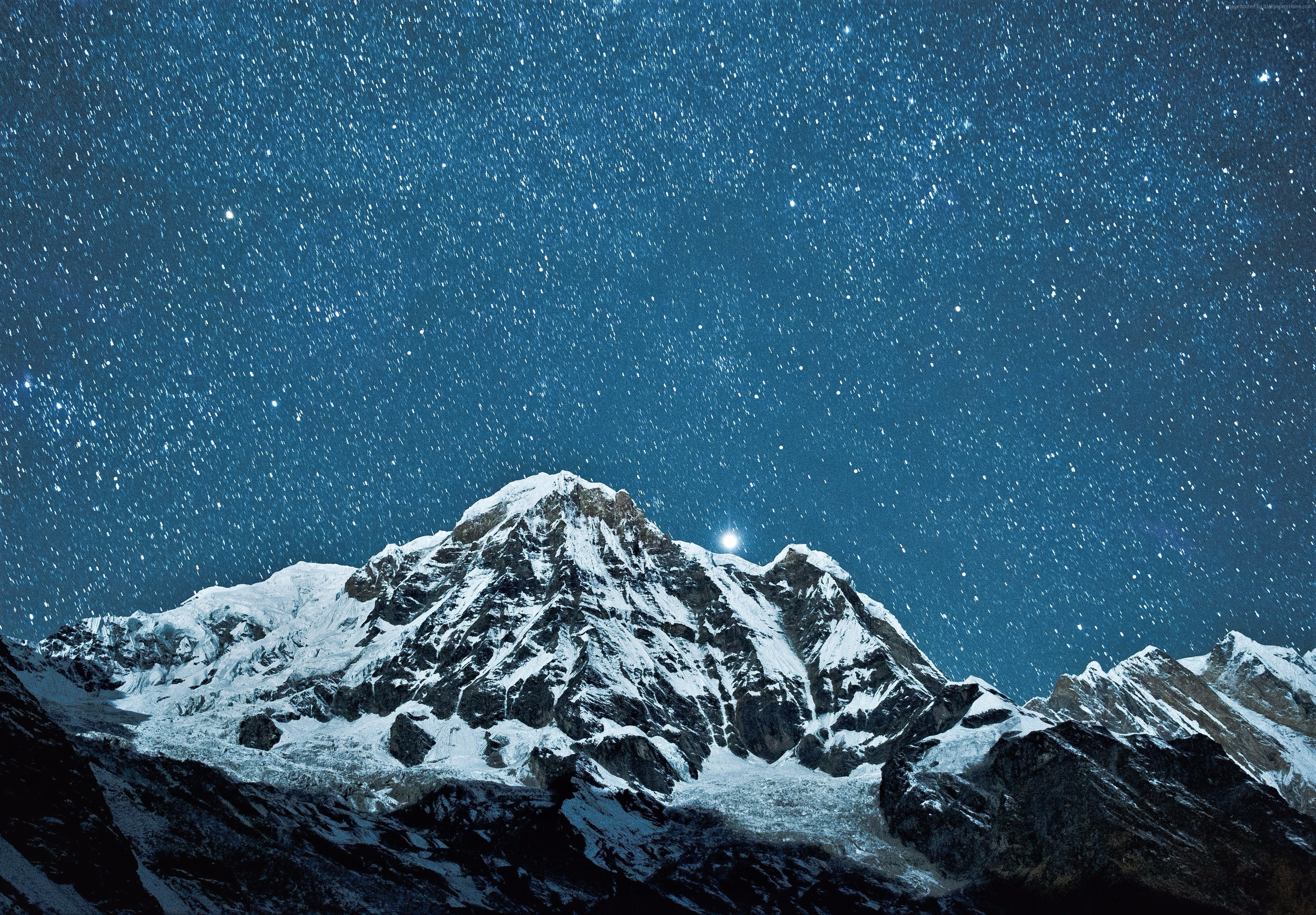
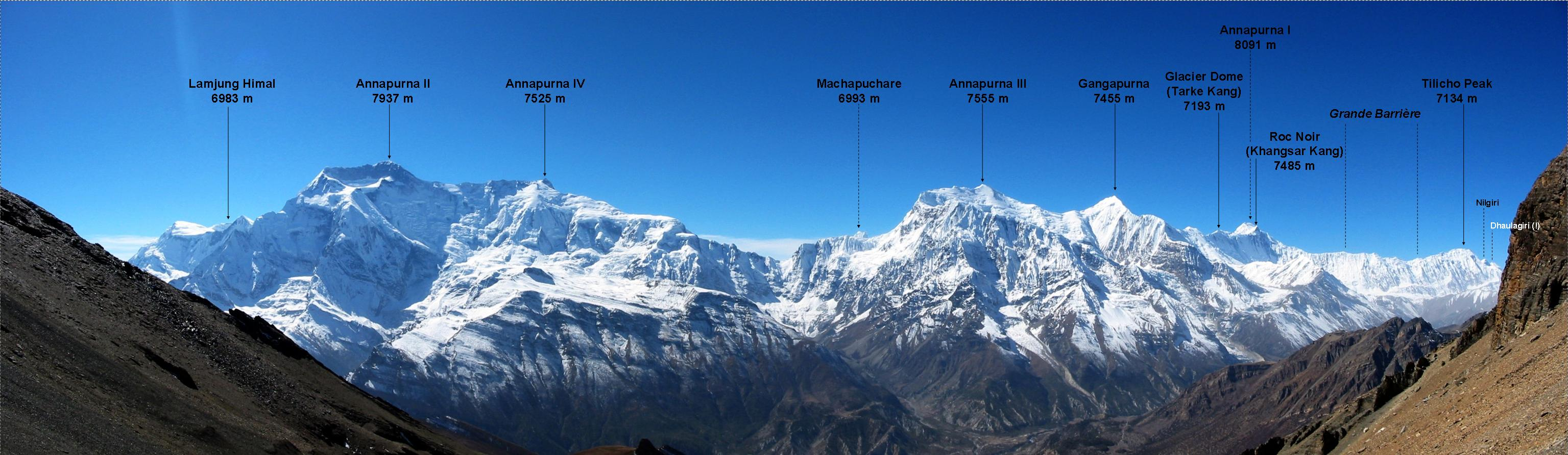
Vista del massiccio da nord, con l'indicazione delle vette
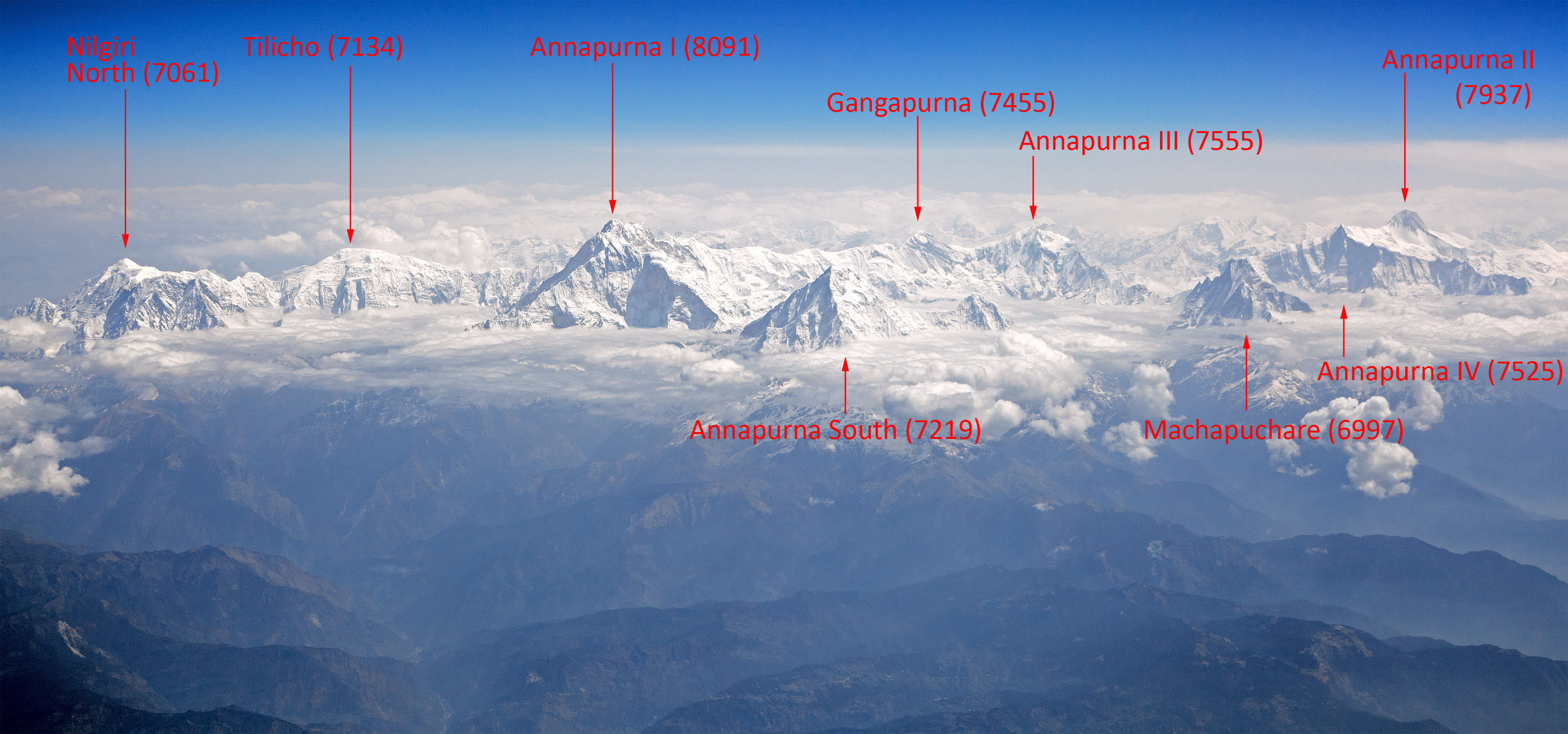
Vista aerea del massiccio da ovest, con l'indicazione delle vette